# Сви свети (Пресвета)
Сви Свети или Пресвета је хришћански и народни празник, који се слави првe недељe после Свете Педесетнице (Духова), односно 17. дан после Вазнесења Христовог (Спасовдана), и 57. дан након Ускрса. 
Празновање се наставља целе седмице после Духова (који се прослављају три дана, као трећи највећи празник хришћанства, после Ускрса и Божића), а сама прва недеља по Духовима је посвећена свим светима, пошто немају сви канонизовани свеци одређене дане за празновање у календару, а чак се и не знају имена свих оних који су се посветили у раним временима прогона хришћана. 
Од Духова до Пресвете се не пости, то је тзв. трапава недеља. Некa села у Србији имају заветину на овај дан.